# 开创大道
开创大道是中国广东省广州市的一条西北—东南走向道路，位于黄埔区萝岗，南自黄埔东路，向东北止于广汕公路。

## 名称由来
道路于2004年由原萝南公路及罗南大道合并命名为“开创大道”，并沿用至今。该道路贯穿广州经济开发区，“开创”意为开创未来，故名。

## 描述
全长3km，宽24～36米，双向4～6车道。

## 相连路段
路段自北向南排列，加粗字体为主干道：
- 广汕公路
- 科学大道
- 水西路
- 开萝大道
- 开源大道
- 广深高速
- 广园快速路
- 黄埔东路